# Richenthal
Richenthal (toponimo tedesco) è una frazione di 708 abitanti del comune svizzero di Reiden, nel distretto di Willisau (Canton Lucerna).

## Geografia fisica
Richenthal si trova in una valle laterale della valle della Wigger.

## Storia

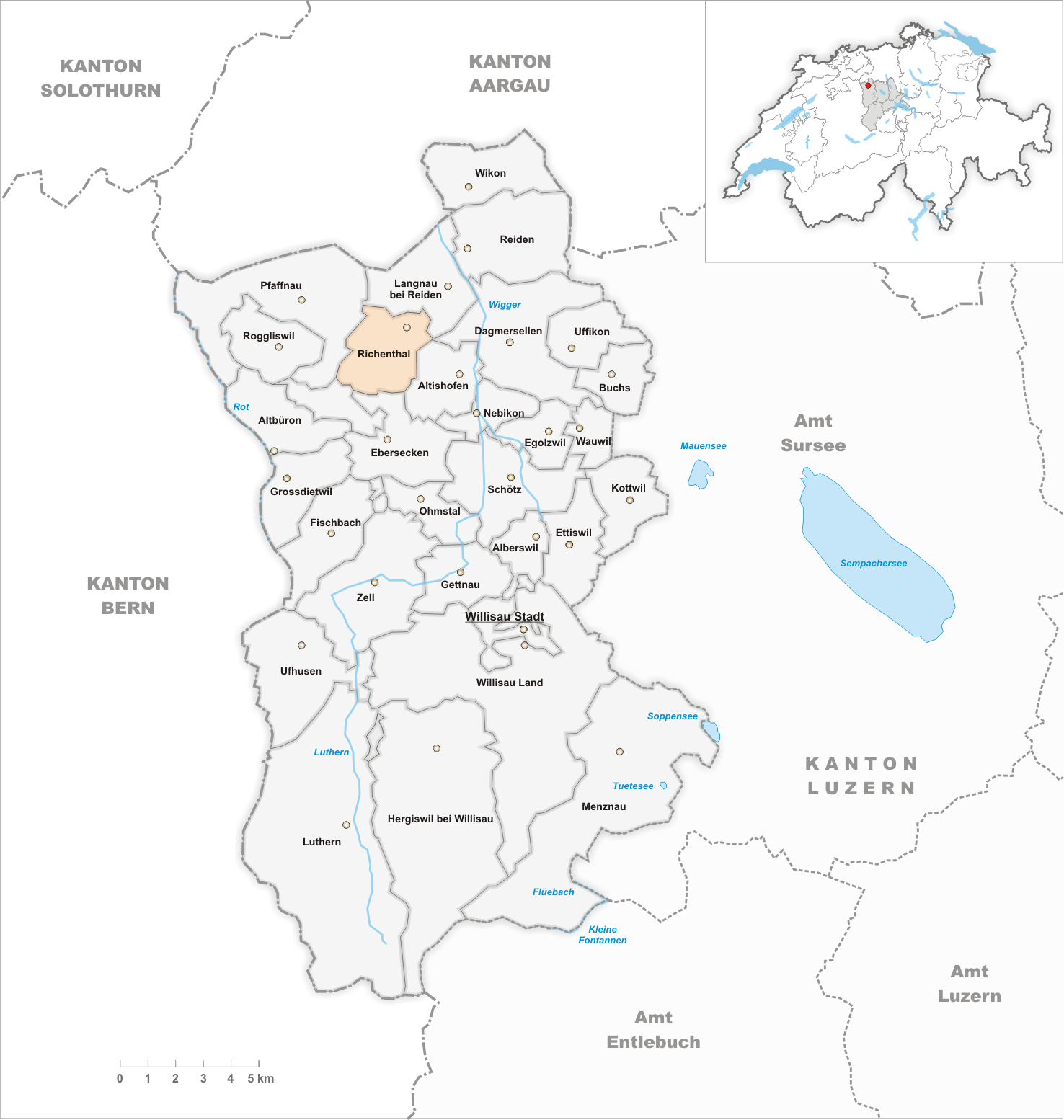
Il territorio del comune di Richenthal prima degli accorpamenti comunali del 2006

Già comune autonomo che si estendeva per 7,22 km² e che comprendeva anche la frazione di Hueb, il 1º gennaio 2006 è stato accorpato a quello di Reiden assieme all'altro comune soppresso di Langnau bei Reiden.

## Monumenti e luoghi d'interesse
- Chiesa parrocchiale cattolica di Santa Cecilia (già chiesa della commenda gerosolimitana di Reiden o "chiesa superiore"[2]), attestata dal 1036 e ricostruita nel 1803-1807[1].

## Società

### Evoluzione demografica
L'evoluzione demografica è riportata nella seguente tabella:
Abitanti censiti

## Economia
L'economia locale si basa prevalentemente sull'agricoltura e sul pendolarismo in uscita.